# Jan Janouš
Jan Nepomuk Janouš (8. ledna 1824 Žamberk – 13. března 1888 Litomyšl) byl rakouský politik české národnosti z Čech, poslanec Českého zemského sněmu, starosta Litomyšle.

## Biografie
Narodil se v Žamberku do rodiny ševce. Vychodil hlavní školu v Broumově, kde studoval do roku 1836. Pak působil jako kupecký příručí u firmy V. Hagl v Litomyšli, následně si založil vlastní obchod. Byl měšťanem a roku 1865 se stal starostou Litomyšle. Roku 1866 si získal uznání za své chování během prusko-rakouské války a související epidemie cholery. Získal tehdy za to Zlatý záslužný kříž s korunou. Alois Jirásek ho popisuje jako muže, který měl velký obchod na horní podsíni, starý mládenec krátkých knírů, vzhledu hodně přísného, nijak mnohomluvný; za to víc jednal. Měl zásluhu na zřízení vyšší reálné školy městským nákladem roku 1865. Starostou zůstal do roku 1873. Uvádí se též, že po osmi letech byl starostenského úřadu zbaven. Až do své smrti ale zastával funkci náměstka obecního starosty, podle jiného zdroje náměstka okresního starosty.
V 60. letech se zapojil i do vysoké politiky. V zemských volbách v lednu 1867 byl zvolen na Český zemský sněm, kde zastupoval kurii městskou, obvod Litomyšl, Polička. Mandát zde obhájil ve volbách v březnu 1867.
V srpnu 1868 patřil mezi 81 signatářů státoprávní deklarace českých poslanců, v níž česká politická reprezentace odmítla centralistické směřování státu a hájila české státní právo. V rámci tehdejší pasivní rezistence, praktikované Národní stranou (staročeskou) mandát přestal vykonávat a byl v září 1868 zbaven mandátu pro absenci, načež byl opakovaně manifestačně zvolen v doplňovacích volbách v září 1869. Uspěl i v zemských volbách roku 1870. Rezignoval v srpnu 1871.
Zemřel v Litomyšli 13. března 1888. Je pohřben na zdejším městském hřbitově.